# Å kyrka
Å kyrka är en kyrkobyggnad i Å socken i Östergötland. Den ligger på Vikbolandet cirka 17 km öster om Söderköping. Kyrkan tillhör Västra Vikbolandets församling i Linköpings stift.

## Kyrkobyggnaden
Å kyrka är belägen på en kulle i ett öppet åkerlandskap. Det är en nyklassicistisk kyrka med lanterninförsett torn och halvrund sakristia bakom koret. Ovanför altaret hänger ett medeltida krucifix. Vid norra väggen står en raritet från 1450-talet: en träskulptur föreställande Madonnan med Jesusbarnet. Dopfunten på korets södra sida är daterad till 1200-talet. Dopfatet av mässing är rikt ornerat och bär inskriptionen: Denna funt och skål är kiöpt till Å kiörka Ano 1721 D. 22. Nov. AF Karl Öve. Israel.

## Historik
Vid Slätbakens strand, ett par kilometer söder om dagens kyrka, står socknens medeltida stenkyrka, delvis härstammande från 1200-talet. Den brandhärjades 1878 och är sedan dess en ruin, som fortfarande finns kvar.
Den nuvarande kyrkan uppfördes 1844-46. Arkitekt var J. W. Gerss och byggmästare J. Jonsson. En del inventarier från den gamla kyrkan överfördes till den nya, bland annat dopfunten från 1200-talet och krucifixet från 1400-talet. Ett altarskåp från 1400-talet finns numera i Statens historiska museum.
Vid en restaurering 1939 ersattes altartavlan, Golgata med Jerusalem, med det medeltida krucifixet. Vart altarmålningen tog vägen är okänt.
På kyrkogården står tre runstenar som hittades i den gamla kyrkan efter branden: Ög 31, Ög 32 och Ög 33.

## Inventarier
Bland inventarierna märks: 
- Dopfunt av kalksten, ciborietyp, från mitten av 1200-talet.
- Krucifix av trä från verkstad i Östergötland under 1400-talets andra hälft
- Madonnabild av ek från verkstad i Östergötland under 1400-talets andra hälft.

## Orgel
- 1649 byggde Göran Orgelbyggare - Mäster Greger, Norrköping, (d. 1652) en fyrstämmig piporgel i kyrkan. Den reparerades 1750.[1]
- 1846 byggde Sven Nordström, Norra Solberga, ett nytt mekaniskt verk, som fick en manual med elva stämmor och bihangspedal. Vita undertangenter i manualen (ursprunglig). Ljudande fasadpipor i sidoturellerna.
- 1893 byggde orgelreparatör A. P. Molin, Norrköping, till ett orgelharmonium som andra manual.
- 1971 borttog Firma A. Magnusson harmoniet och restaurerade orgeln.

| Manual           | Pedal   |
| Borduna 16’ B/D  | Bihängd |
| Princial 8’      |         |
| Flûte d'amour 8’ |         |
| Fugara 8’        |         |
| Oktava 4'        |         |
| Flöjt 4'         |         |
| Kvinta 2 2⁄3’    |         |
| Oktava 2'        |         |
| Basun 16' B      |         |
| Trumpet 16' D    |         |
| Trumpet 8' B/D   |         |

## Galleri

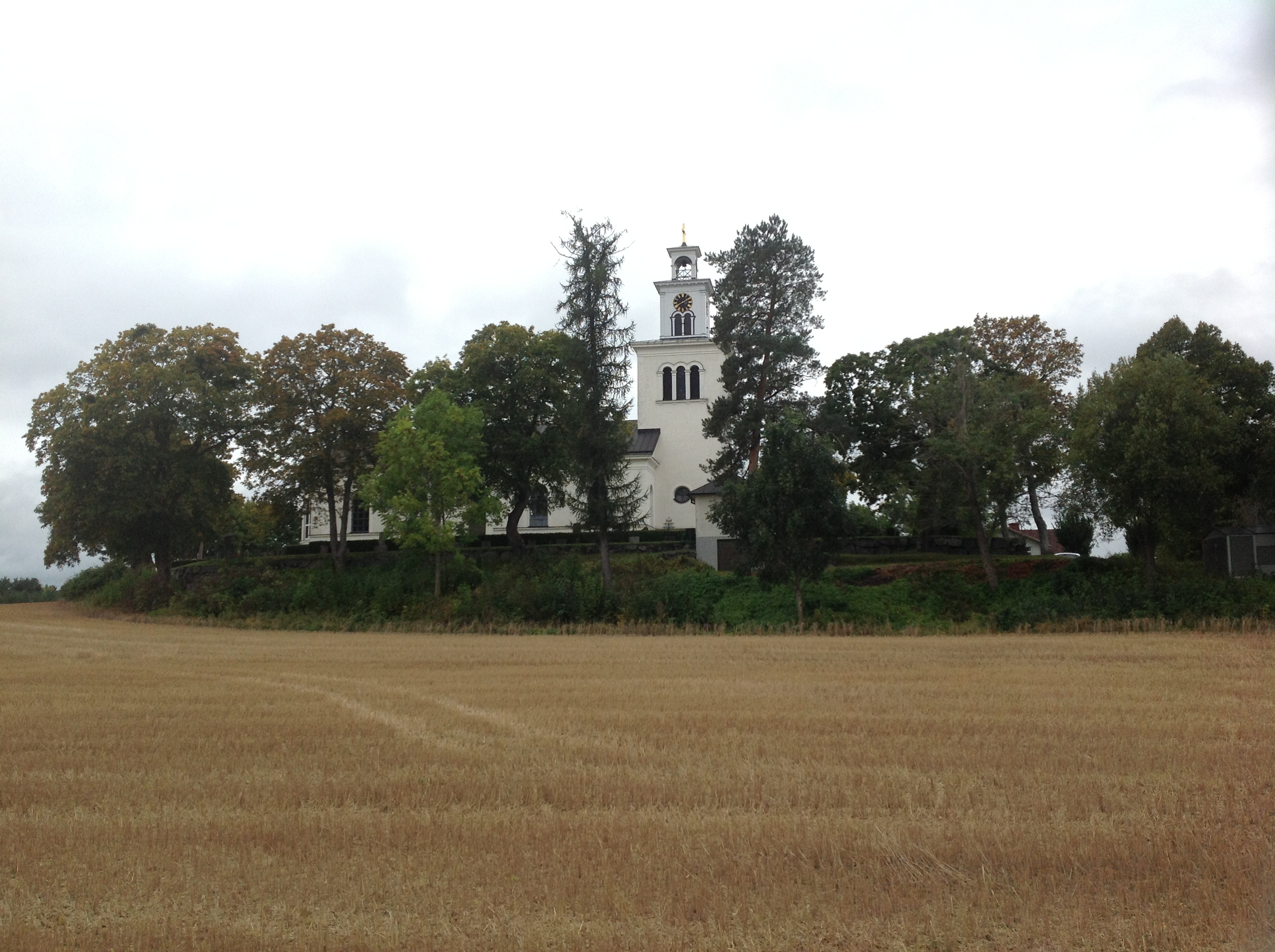
Kyrkan från landsvägen
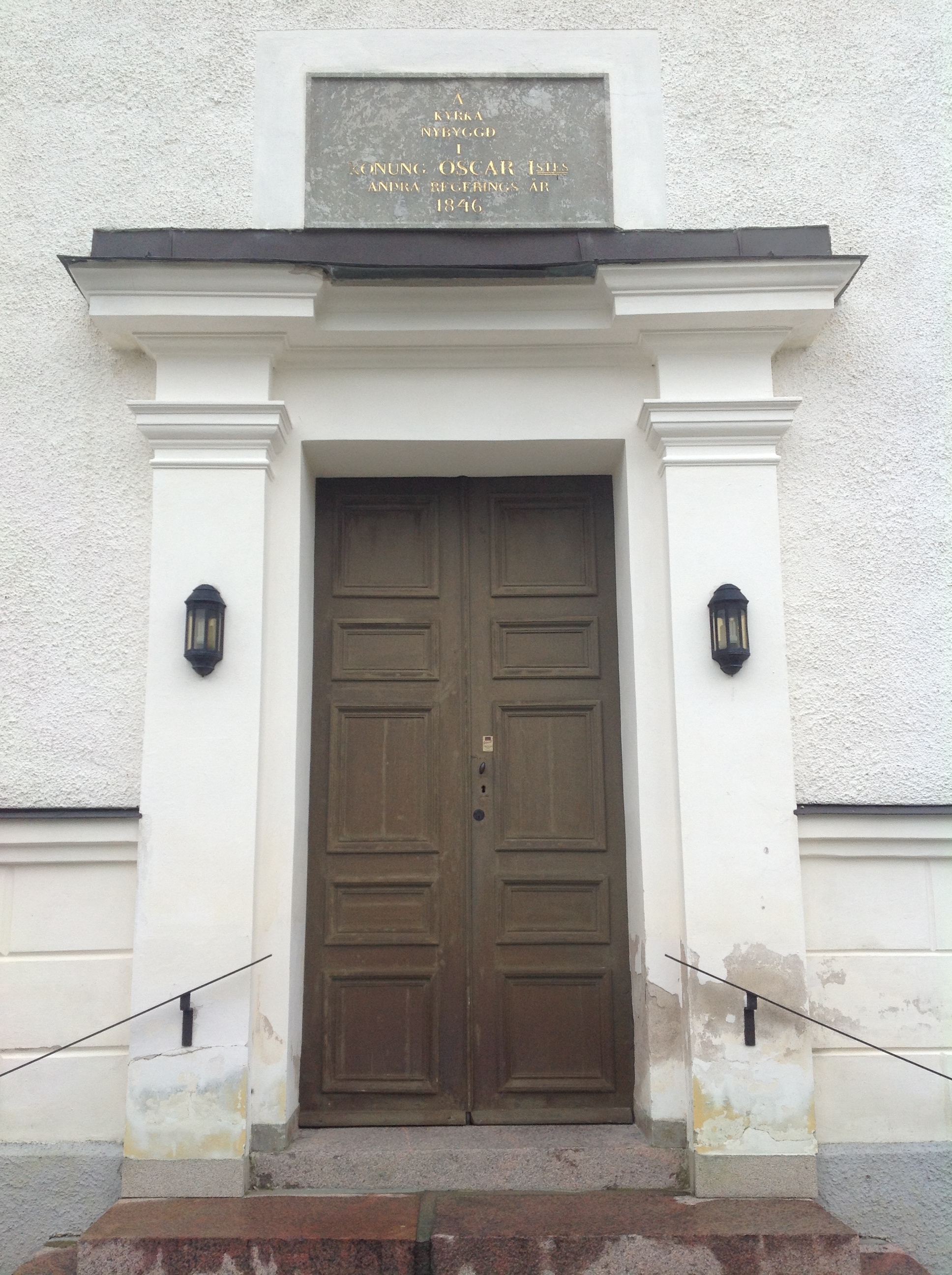
Kyrkporten
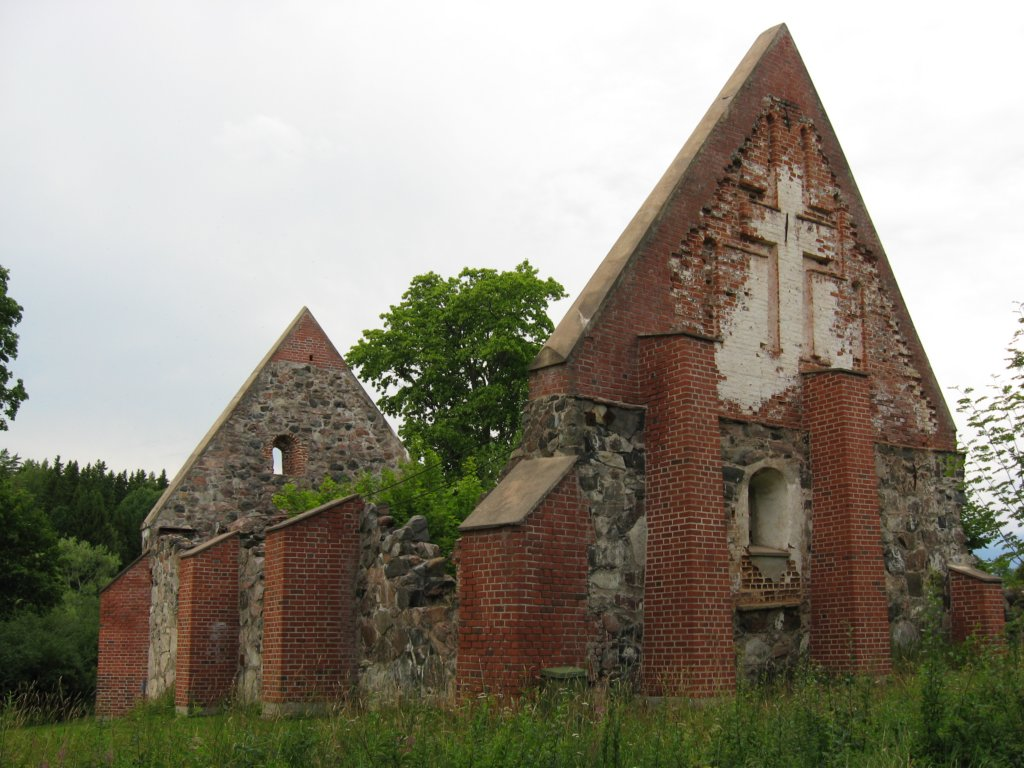
Ruinen Å ödekyrka

## Andra byggnader
Kyrkan omges av en före detta prästgård, en före detta skola och ett före detta ålderdomshem. Dessa byggnader uppfördes under 1800-talets senare hälft.